# 圣胡安新镇
圣胡安新镇是西班牙安达卢西亚自治区塞维利亚省的一个市镇。总面积35平方公里，总人口1455人（2001年），人口密度42人/平方公里。